# Jack Hodgins
Jack Hodgins (OC) (* 3. Oktober 1938 in Comox, British Columbia, Kanada) ist ein kanadischer Schriftsteller und Hochschullehrer, der nicht nur von der nordamerikanischen Literaturkritik allgemein gefeiert wird und der für den Roman The Resurrection of Joseph Bourne 1979 den Governor General’s Award for Fiction sowie seinen historischen Roman Broken Ground, der kurz nach Ende des Ersten Weltkrieges spielt, 1999 den zu den BC Book Prizes gehörenden Ethel Wilson Fiction Prize gewinnen konnte. Jack Hodgins gilt als einer der Hauptvertreter des kanadischen magischen Realismus im Rahmen des postkolonialen Diskurses.

## Leben
John Stanley Hodgins wurde 1938 im Comox Valley, British Columbia, als Sohn der irischstämmigen Siedler Stanley und Reta Hodgkins geboren und wuchs in der Kleinstadt Merville auf. Er verließ seine Heimatstadt und zog nach Vancouver, wo er ab 1957 – ermutigt durch Earle Birney – an der University of British Columbia Englisch und Pädagogik studierte und 1960 seinen Bachelor of Arts in Erziehungswissenschaften erwarb. In diesem Jahr heiratete er auch. Hodgins verbrachte die nächsten 18 Jahre seiner Karriere als Englischlehrer an der High School in Nanaimo auf Vancouver Island.
1968 wurde sein erstes literarisches Werk zur Veröffentlichung akzeptiert. Mit der Publikation seiner ersten Kurzgeschichtensammlung Spit Delaney’s Island (1976) und seinem ersten Roman The Invention of the World (1977) war Hodgins auf dem besten Weg, als Autor von der Literaturwelt Kanadas wahrgenommen zu werden. The Resurrection of Joseph Bourne markierte schließlich einen Wendepunkt in seinem Werk. Er nahm für ein Jahr ein Sabbatical von seinem Lehrerberuf und zog mit seiner Familie nach Ottawa, wo er an der University of Ottawa als Writer-in-residence arbeitete. Nachdem der Roman den Governor General’s Literary Award for English Language Fiction 1979 gewonnen hatte, begann Hodgins, die Möglichkeiten seines schriftstellerischen Schaffens auszuloten.
Von nun an nahm er kurzzeitig befristete Lehraufträge an diversen kanadischen Universitäten an, darunter auch an der Simon Fraser University. Seine Leidenschaft zum Unterrichten führte ihn rund um die Welt, er wirkte unter anderem in Australien, Deutschland, Finnland, Japan und Spanien als Dozent. 1983 nahm er eine Professur für Kreatives Schreiben an der University of Victoria an. Seine Familie und er ließen sich daraufhin in Victoria nieder, um auch nach seiner Pensionierung aus dem Hochschuldienst 2002 dort zu bleiben.
Gelegentlich gibt Jack Hodgins auch weiterhin Lektionen in Kreativem Schreiben und leitet einen jährlichen Workshop in Mallorca.
Hodgin erfuhr viel Wertschätzung in seinem Heimatland und erhielt diverse Auszeichnungen, darunter den Eaton's BC Book Award für Spit Delaney’s Island, den Lieutenant Governor’s Award for Literary Excellence 2006 und den Terasen Lifetime Achievement Award.
2001 wurden verschiedene Kurzgeschichten aus seinem Buch The Barclay Family Theatre für die Theaterbühne adaptiert. Das so entstandene Stück wurde seinerseits von dem Komponisten Christopher Donnison als Oper bearbeitet und auf der Bühne in Victoria uraufgeführt. Sein Lebenswerk wurde durch eine Filmproduktion des National Film Boards mit dem Titel Jack Hodgins' Island geehrt.
Seine Bücher basieren inhaltlich auf seiner engen Beziehung zu seiner Lebensumgebung und seinen persönlichen Erfahrungen mit den gemäßigten Regenwäldern und den Küsten British Columbias. Orte wie Comox Valley, Nanaimo und Victora, oder die seiner Reisen, beeinflussten seine Schriftstellerei und die Zusammenhänge seiner Bücher. Seine Charaktere in Innocent Cities basieren ebenso auf tatsächlichen Personen, die in Victoria um 1900 lebten, wie auch auf Persönlichkeiten, die er auf seinen Reisen in Australien kennenlernte. The Invention of the World basiert auf dem legendären Sektenführer Brother Twelve und seinen Jüngern von außerhalb Nanaimos. The Macken Charm. dessen Handlung um 1956 spielt, stellt das Comox Valley und seine Bewohner dar, die von tatsächlich lebenden Persönlichkeiten aus dem Umfeld des Autors inspiriert wurden. Die verschiedenen Schauplätze von Spit Delaney's Island. basieren alle auf Orten, an denen er lebte oder die er auf seinen Reisen schätzen lernte.
In Bezug auf seinen ersten Roman, The Invention of the World, urteilte Heinzjörg Gehring: „Hodgins’ Abkehr von der realistischen Erzähltradition Kanadas, die ihn mit Robert Kroetsch (...) verbindet, ist jedoch nicht radikal. Sein Buch lebt auch von den ironischen Anspielungen auf konkrete kanadische Empfindsamkeiten: Toleranz in einem Vielvölkerstaat, naives Bedürfnis nach einer "usable past", die Behandlung der Ureinwohner, überhaupt die leidige Suche nach einer kanadischen Identität.“
2009 wurde Jack Hodgin zum Member of the Order of Canada ernannt.
Gegenwärtig arbeitet er zusammen mit seiner Schülerin Gail Anderson-Dargatz an einem gemeinsamen Roman, The Edge, über einen Unglücksfall an einer fiktiven kanadischen Universität.
Der mit ihm befreundete Drehbuchautor Hart Hanson schuf mit der Figur des Entomologen Dr. Jack Hodgins in der Fox Network-Fernsehserie Bones – Die Knochenjägerin, die auf der Leinwand von T. J. Thyne verkörpert wird, eine lediglich äußere Würdigung, da beide Persönlichkeiten nichts gemein haben.

## Werk
Romane
- The Invention of the World. 1977.[10][11][12][13][14][15][16]
- The Resurrection of Joseph Bourne. Macmillan of Canada, Toronto 1979
- The Honorary Patron. McClelland & Stewart, Toronto 1987.[17]
- Innocent Cities. McClelland & Stewart, Toronto 1990
- The Macken Charm. McClelland & Stewart, Toronto 1995
- Broken Ground. McClelland & Stewart, Toronto 1998
- Distance. McClelland & Stewart, Toronto 2003
- The Master of Happy Endings. McClelland & Stewart, Toronto 2010. (Shortlist beim Ethel Wilson Fiction Prize)

Kurzgeschichten
- Spit Delaney's Island. 1976
- By The River
- The Barclay Family Theatre. 1981.[21]
- Change of Scenery. In: Small wonders: New stories by twelve distinguished Canadian writers. Hg. Robert Weaver. CBC, Toronto 1982; Anansi Press, 1998, S. 33–41.
  - Übers. Elfi Schneidenbach: Szenenwechsel. In: Kolumbus und die Riesendame. Kurzgeschichten aus Kanada. Aufbau AtV, Berlin 1992, S. 200–215.
- Damage Done by the Storm. McClelland & Stewart, Toronto  2005

Kinderbücher
- Left Behind in Squabble Bay. McClelland and Stewart, Toronto 1988

Sachbücher
- Voice and Vision. McClelland and Stewart, Toronto 1972
- als Hrsg.: The Frontier Experience. Macmillan of Canada, Toronto 1975
- als Hrsg.: The West Coast Experience. Macmillan of Canada, Toronto 1976
- Over Forty in Broken Hill. Unusual Encounters in the Australian Outback. McClelland & Stewart, Toronto 1992. (Reisebericht über Australien)
- A Passion for Narrative: A Guide for Writing Fiction. McClelland & Stewart, Toronto 1994

Anthologien
- Teaching Short Fiction. Herausgegeben zusammen mit Bruce Nesbitt, ComCept Publishing
- Voice and Vision. Herausgegeben zusammen mit W.H. New, McClelland and Stewart
- The Frontier Experience. Macmillan of Canada, 1975
- The West Coast Experience. Macmillan of Canada, 1976
- BEGINNINGS: samplings from a long apprenticeship: novels which were imagined, written, re-written, rejected, abandoned, and supplanted

Grand Union Press, Toronto 1983
Periodika
seine Kurzgeschichten erschienen im Laufe der Jahre in folgenden Magazinen in Kanada, Frankreich, Australien und den Vereinigten Staaten:
- Northwest Review
- Antigonish Review
- Wascana Review
- Descant (Texas)
- Capilano Review
- Prism: international
- Paris Intercontinental
- Saturday Night
- Vancouver
- Westerly
- Story
- Toronto Life
- North American Review
- Event
- Canadian Fiction Magazine
- Sound Heritage
- Alphabet
- Viva
- Journal of Canadian Fiction
- The Canadian Forum
- Forum (Houston)
- Island No. 2
- Meanjin
- The Literary Half-yearly
- Overland

## Auszeichnungen, Nominierungen und Ehrungen
- 1973: "After the Season": the President’s Medal, University of Western Ontario
- 1977: Spit Delaney's Island: Shortlist for the Governor General's Award
- 1977: Spit Delaney's Island: the Eaton's B.C. Book Award
- 1978: The Invention of the World: Shortlist für Books in Canada First Novel Award
- 1978: The Invention of the World: the Gibson's First Novel Award
- 1979: The Resurrection of Joseph Bourne: The Governor General’s Award for Fiction
- 1986: The Canada-Australia prize
- 1988: The Honorary Patron: the Commonwealth Literature Prize (Canada-Caribbean region)
- 1988: The Honorary Patron: Shortlist für den Stephen Leacock Award for Humour
- 1995: Honorary D. Litt, University of British Columbia
- 1996: "Finding Merville": (Comox Valley Record) 1. Platz beim Neville Shanks Memorial Award for Historical Writing.
- 1998: Honorary D. Litt, Malaspina University-College
- 1999: Broken Ground: The Drummer General Award (Different Drummer Bookstore)
- 1999: Broken Ground: jury choice as "best novel of the year" in Quill & Quire
- 1999: Broken Ground: in The Globe and Mail "top ten"
- 1999: Fellow der Royal Society of Canada
- 2000: Broken Ground: Torgi Talking Book of the Year
- 1999: Broken Ground: Ethel Wilson Fiction Prize
- 2000: Broken Ground: Longlist für den IMPAC/Dublin Award
- 2004: Honorary D.Litt, University of Victoria
- 2004: Distance: Shortlist für the inaugural City of Victoria book award
- 2004: Distance: long-listed für den IMPAC/Dublin Award
- 2006: Lieutenant Governor’s Award for Literary Excellence
- 2006: Terasen Lifetime Achievement Award "for an outstanding literary career in British Columbia"
- 2009: Member of the Order of Canada
- 2014: Lorne Pierce Medal für Literatur der Royal Society of Canada